# 唐禹
唐禹（1507年—？），字思平，一字宪平，号新洲，一号心斋，浙江杭州府海寧縣人，明朝政治人物。

## 生平
嘉靖十三年（1534年）甲午科浙江鄉試第十六名舉人。嘉靖二十三年（1544年）中式甲辰科會試第九名，登第二甲第五十六名進士。歷官主事，嘉靖二十七年三月（1548年）改任吏科給事中。二十八年九月升禮科右，转禮科左，三十年四月升工科都给事中，三十一年三月升山西布政司右參政，三十六年三月官至福建按察使。

## 家族
曾祖唐安；祖父唐琳，訓導；父唐世卿，通判。母楊氏。永感下。